# ماجدالينه إيلرس
ماجدالينه إيلرس (Magdalene Ehlers) (ولدت في ضاحية بلومنتال في بريمن في 19 أغسطس 1923؛ توفيت في 10 نوفمبر 2016 في بريمن) شاعرة وكاتبة، كتبت معظم قصائدها وكتبها بلهجة شمال ألمانيا.